# DFS Classic 1998
DFS Classic 1998 — жіночий тенісний турнір, що проходив на кортах з трав'яним покриттям Edgbaston Priory Club у Бірмінгемі (Англія). Належав до турнірів 3-ї категорії в рамках Туру WTA 1998. Тривав з 8 до 14 червня 1998 року.

## Фінальна частина

### Одиночний розряд
- Фінал одиночного розряду скасували через дощ.

### Парний розряд
Елс Калленс /  Жюлі Алар-Декюжі —  Ліза Реймонд /  Ренне Стаббс 2–6, 6–4, 6–4
- Для Калленс це був перший титул за сезон і 2-й — за кар'єру. Для Алар-Декюжі це був перший титул за сезон і 10-й — за кар'єру.